# Deutsche Gesellschaft für Rehabilitationswissenschaften
Die Deutsche Gesellschaft für Rehabilitationswissenschaften e. V. (DGRW) versteht sich als interdisziplinär und multiprofessionell arbeitender Zusammenschluss von wissenschaftlichen und klinischen Experten aus verschiedenen Bereichen der Rehabilitation. Die DGPK ist Mitglied der Arbeitsgemeinschaft der Wissenschaftlichen Medizinischen Fachgesellschaften (AWMF).

## Geschichte
Die DGRW wurde 2000 gegründet, seit 2004 ist sie Mitglied der AWMF.

## Ziele und Aufgaben
Die Vereinssatzung der DGRW nennt folgende Aufgaben des Vereins:
- Förderung der Kommunikation innerhalb der Rehabilitationswissenschaften,
- Veranstaltung wissenschaftlicher Tagungen,
- Zusammenarbeit mit anderen Fachgesellschaften im In- und Ausland,
- Anregung von rehabilitationswissenschaftlichen Forschungsprogrammen
- Förderung von Fachpublikationen,
- Engagement zugunsten der Stellung der Rehabilitationswissenschaften an Hochschulen und anderen wissenschaftlichen Einrichtungen sowie in Rehabilitationseinrichtungen,
- Förderung des wissenschaftlichen Nachwuchses sowie der Aus-, Fort- und Weiterbildung im Fach,
- Stellungnahmen zu wissenschaftlichen Fragen der Rehabilitation,
- Information der Öffentlichkeit,
- Beteiligung an der Entwicklung von Leitlinien in der rehabilitativen Versorgung.

## Veranstaltungen
Die Gesellschaft informiert auf ihrem Internet-Portal über Veranstaltungen ihres Fachgebietes.

## Veröffentlichungen
Die Gesellschaft veröffentlicht Stellungnahmen zu Vorgehensweisen, Maßnahmen und Standards in ihrem Fachgebiet.

## Leitlinien zur Behandlung
Die Gesellschaft entwickelt zu Themen ihres Fachgebiets medizinische Leitlinien, die im Rahmen des AWMF-Leitlinienprogramms veröffentlicht werden.